# Ritterkanton Rhön-Werra

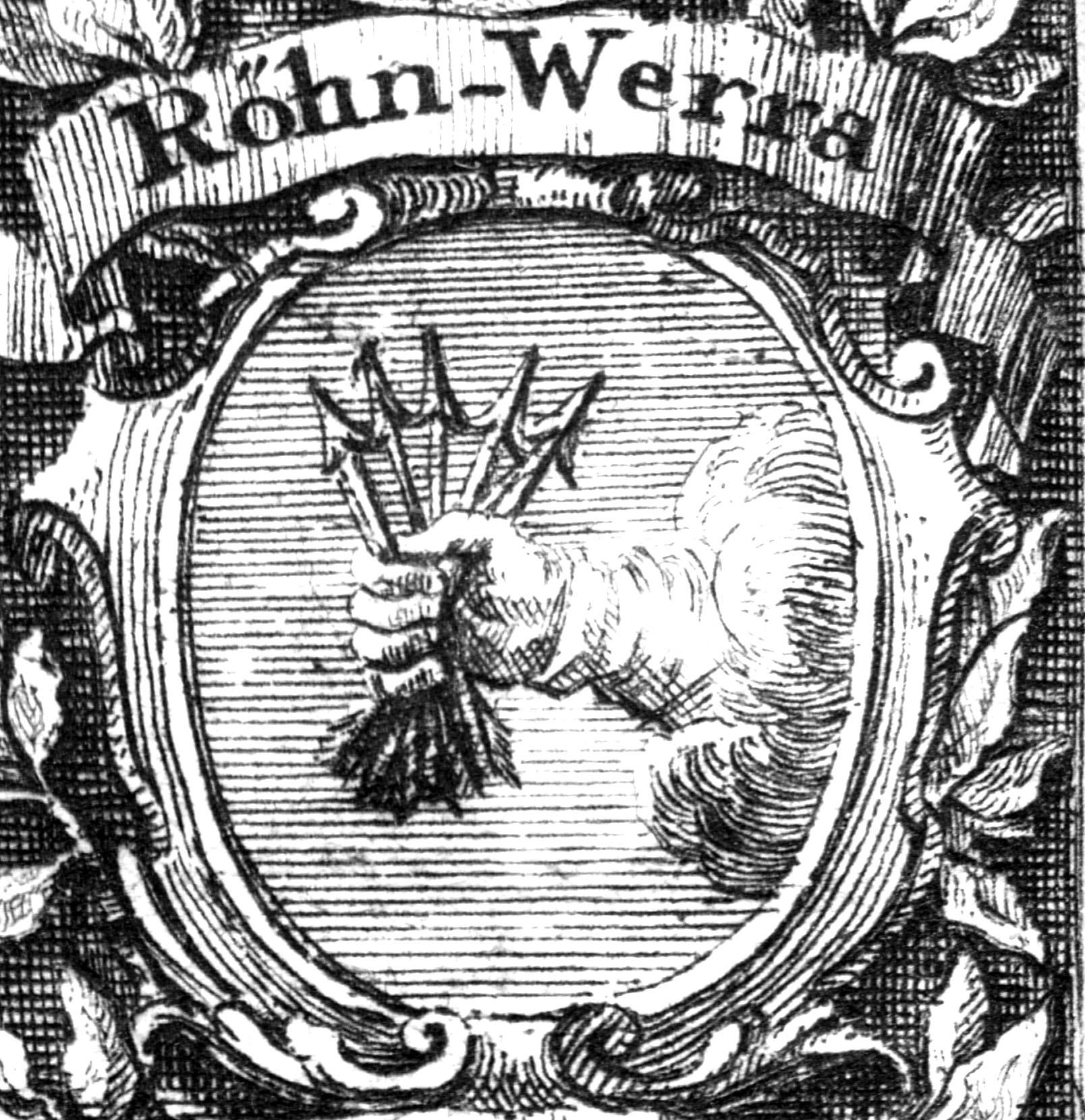
Codex diplomaticus equestris cum continuatione, oder Reichs-Ritter-Archiv, 1721

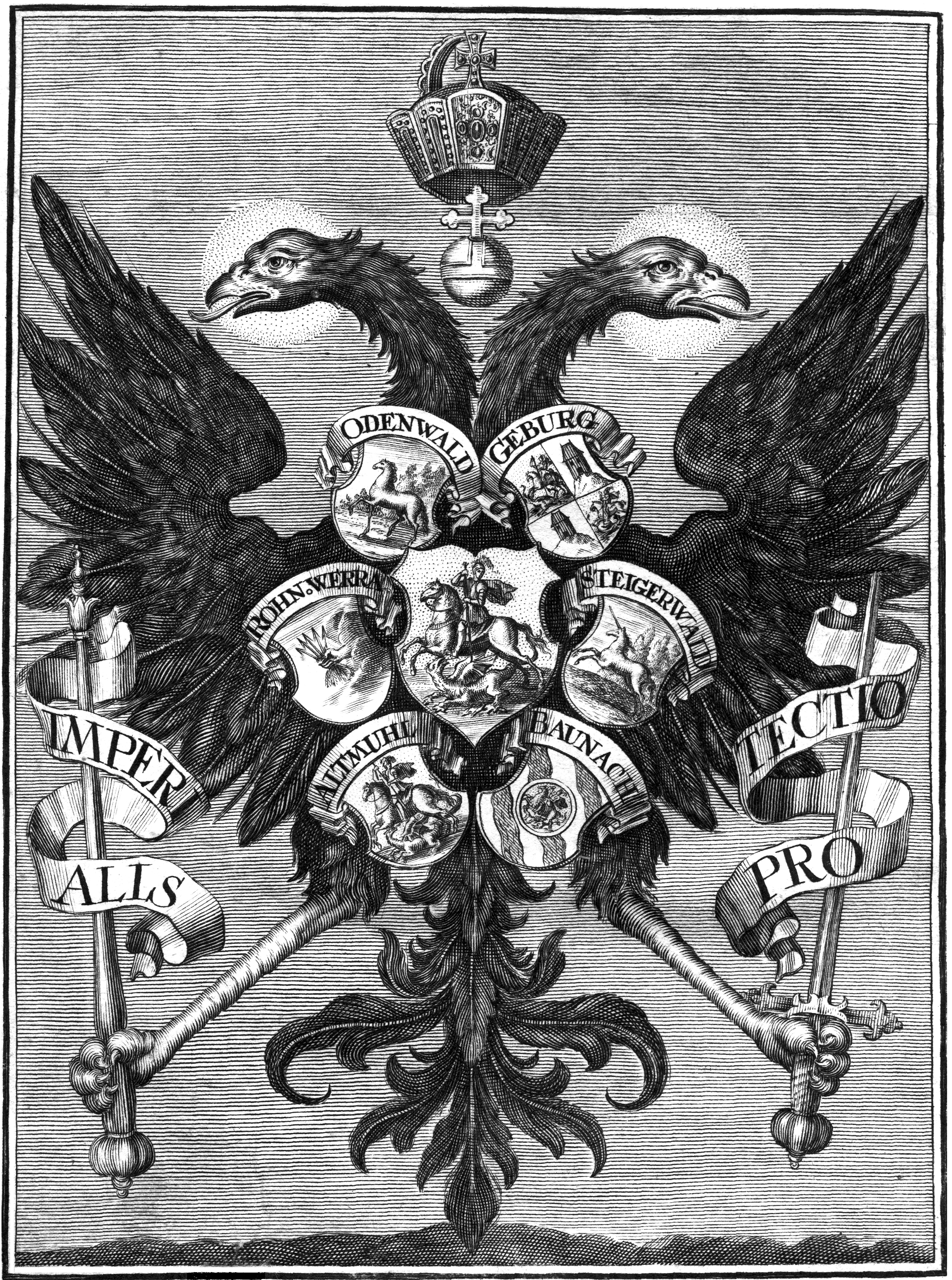
Des heiligen Römischen Reichs ohnmittelbahr = Freyer Ritterschafft Der Sechs Ort in Francken, 1720

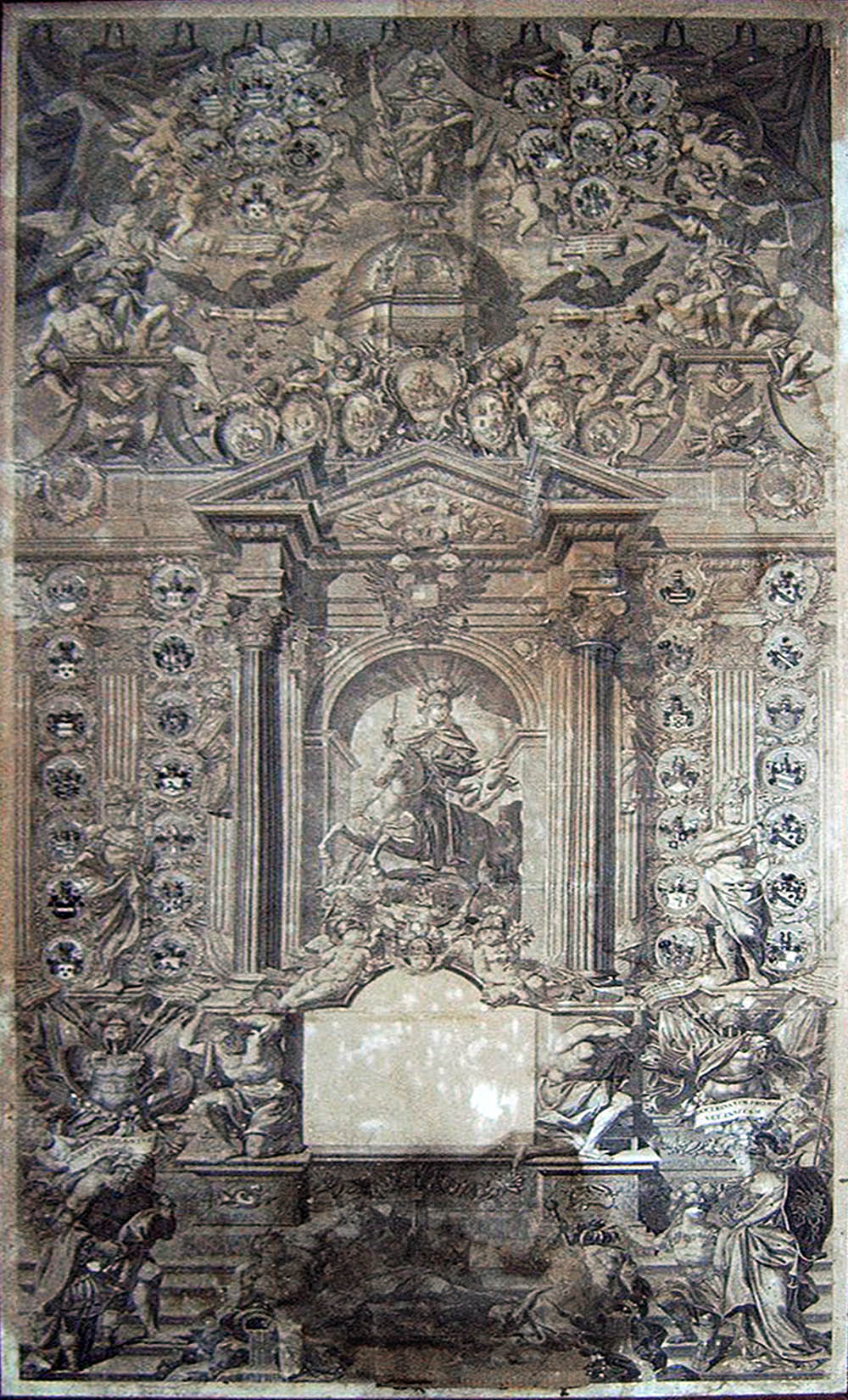
Reichesritterlicher fränkischer Kantonskalender, Archiv Burg Hornberg. Stich, 167 × 85 cm

Als Ritterkanton Rhön-Werra wird eine Gemeinschaft ritterlicher Adelsfamilien in der Rhön und an der Werra im heutigen Unterfranken, Südthüringen, Osthessen und Oberfranken bezeichnet, die seit dem hohen Mittelalter als Dienstmannen verschiedener Reichsfürsten in die Ministerialität aufgestiegen waren  und die Lehensherrschaft über zahlreiche Ortschaften und Güter um Rhön und Werra und angrenzenden Gebieten innehatten.

## Geschichte
Die freie Reichsritterschaft in Deutschland gliederte sich seit dem 16. Jahrhundert in einen rheinischen, einen fränkischen und einen schwäbischen Ritterkreis, die sich wiederum aus verschiedenen Kantonen zusammensetzten. Der Ritterkanton Rhön-Werra gehörte dem fränkischen Ritterkreis an und hatte seine Kanzlei in Schweinfurt.
Die Ritterschaften waren seit 1656 reichsunmittelbar 
und blieben dies bis zur Mediatisierung der Ritterschaft bzw. der Regionalfürstentümer zu Beginn des 19. Jahrhunderts. Der Ritterkanton Rhön-Werra wurde 1806 aufgelöst.

## Adelsfamilien im Kanton Rhön-Werra
Bis 1806 gehörten dem Ritterkanton Rhön-Werra folgende Adelsfamilien an:
- Bastheim 1520, 1529
- Berg 1520, 1529
- Freiherren von Bibra auf Adelsdorf, Bibra, Gleicherwiesen, Höchheim, Irmelshausen, Mühlfeld, und Schnabelwaid-Weisendorf 1520, 1529
- Brende auf Burg Salzburg 1520
- Buttlar 1520, 1529
- Diemar 1520, 1529
- Ebersberg 1520, 1529
- Eberstein 1529
- Erthal 1520, 1529
- Forstmeister von Lebenhan auf Burg Salzburg 1520, 1529
- Fuchs 1520
- Fuchsstadt 1529
- Herren von Gebsattel auf Sondheim und Lebenhan
- Gnottstadt 1520, 1529
- Grapendorf 1680, 1760
- Grumbach 1520, 1529
- Haberkorn 1520, 1529
- Hahnsberg 1520, 1529
- Helbe 1520
- Herbilstadt 1520, 1529
- Heßler 1520
- Hutten 1520, 1529
- Von der Kere 1520, 1529
- Masbach 1520, 1529
- Milz 1520, 1529
- Herren von Münster auf Niederwehren 1520, 1529
- Narb 1529
- Reinstein 1529
- Roßdorf 1520
- Rumrodt 1529
- Russworm
- Sant 1529
- Schaumberg 1529
- Schenk von Roßberg 1520, 1529
- Schleten 1520, 1529
- Schlitz 1529
- Schneeberg 1529
- Schott von Schottenstein 1520
- Schwegerer 1520, 1529
- Speßhardt 1520
- Stein 1520, 1529
- Steinau 1520, 1529
- Stiebar 1520
- Freiherren von und zu der Tann (Von der Thann) auf Ostheim 1520, 1529
- Herren von und zu Thungern auf Zeitlofs 1520, 1529
- Tottenheim 1520
- Truchseß von Wetzhausen 1520, 1529
- Voit von Rieneck 1520, 1529
- Voit von Salzburg 1520, 1529
- Wechmar 1520, 1529
- Wenckheim 1529
- Wiesenfeld 1520, 1529
- Wolf von Karsbach 1520
- Zobel 1529
- Zollner von Birkenfeld 1520, 1529
- Zufraß 1520

Folgende Familien wurden auf der Liste von 1529 nachträglich handschriftlich ergänzt: Auerochs, Heßberg, Markschalk von Ostheim, Roßdorf, Rußwurm und Spechshart.

## Ritterhauptmänner
Als Ritterhauptmänner sind überliefert:
- 1496 Ditz von Thüngen († 1502)
- 1517 Moritz Marschalk
- 1518 Hein von Wechmar
- 1519 Silvester von Schaumberg
- 1520 Engelhard von Münster
- 1521 Philipp von Masbach
- 1562 Veit Ulrich von Schaumburg
- 1571 noch 1576 Theobald Julius von Thüngen (res.)
- 1577 Hans von Steinau (res)
- 1582 Martin von der Tann
- 1593 Konrad von Grumbach (res)
- 1594 Kaspar von Stein(au)
- 1603 Bernhard von Bibra (res.)
- 1613 Konrad von der Tann (res.)
- 1617 Georg von Bibra
- 1625 Wolf Adam von Steinau († 1652)
- 1633 Wilhelm Friedrich von Völkershausen
- 1652 Johann Georg von Rotenhan
- 1662 Ott Hermann von der Tann († 1684)
- 1671 Georg Christoph von Bibra († 1687)
- 1680 Otto Hermann von der Tann
- 1687 Johann Friedrich von Thüngen (res.)
- 1689 Johann Riedesel zu Eisenbach († 1691)
- 1691 Karl Ludwig von Rußwurm († 1715)
- 1694 Philipp Friedrich von Görtz († 1695)
- 1695 Heinrich von der Tann († 1714)
- 1701 Johann Christoph von Ebersbach gt. Weyhers († 1730 oder 1733)
- 1730 Adam Christoph von Trümbach († 1747?)
- 1747 Philipp Christoph Dietrich von Thüngen († 1780)
- 1780 Franz Philipp Bonifaz von Gebsattel († 1792)
- 1792 Ludwig Karl von Bibra († 1795)
- 1796 Friedrich von der Tann[2]